# Municipio de Paint (condado de Madison)
El municipio de Paint (en inglés: Paint Township) es un municipio ubicado en el condado de Madison en el estado estadounidense de Ohio. En el año 2010 tenía una población de 556 habitantes y una densidad poblacional de 5,76 personas por km².

## Geografía
El municipio de Paint se encuentra ubicado en las coordenadas 39°48′56″N 83°30′43″O / 39.81556, -83.51194. Según la Oficina del Censo de los Estados Unidos, el municipio tiene una superficie total de 96.55 km², de la cual 96,55 km² corresponden a tierra firme y (0 %) 0 km² es agua.

## Demografía
Según el censo de 2010, había 556 personas residiendo en el municipio de Paint. La densidad de población era de 5,76 hab./km². De los 556 habitantes, el municipio de Paint estaba compuesto por el 98,38 % blancos, el 0,18 % eran afroamericanos, el 0,9 % eran de otras razas y el 0,54 % eran de una mezcla de razas. Del total de la población el 1,26 % eran hispanos o latinos de cualquier raza.